# Ministerstwo Przemysłu Drobnego i Rzemiosła
Ministerstwo Przemysłu Drobnego i Rzemiosła – polskie ministerstwo istniejące w latach 1951–1958, powołane z zadaniem działania w obszarze drobnej wytwórczości, spółdzielczości i wyrobów rzemieślniczych. Minister był członkiem Rady Ministrów.

## Ustanowienie urzędu
Ministerstwo zostało utworzone na mocy ustawy z 25 maja 1951 r. w miejsce Centralnego Urzędu Drobnej Wytwórczości. Jak zapisano w ustawie, urząd powołano w celu usprawnienia i wzmożenia nadzoru państwowego nad drobną wytwórczością odpowiednio do wzrostu zadań tej gałęzi gospodarki w wykonaniu narodowych planów gospodarczych, dotyczących zaspokojenia rosnących potrzeb ludności na artykuły masowego spożycia oraz w celu podkreślenia roli spółdzielczości pracy i rzemiosła w dziedzinie świadczenia usług.

## Zakres działania urzędu
Do zakresu działania Ministra Przemysłu Drobnego i Rzemiosła należały sprawy państwowego przemysłu drobnego, rzemiosła, prywatnego przemysłu oraz sprawy gospodarcze spółdzielczości pracy, a w szczególności:
- sprawy bezpośredniego zarządu państwowym przemysłem drobnym,
- sprawy zwierzchniego zarządu państwowym przemysłem podlegającym terenowym organom jednolitej władzy państwowej,
- planowanie, koordynowanie i nadzór nad działalnością gospodarczą spółdzielczości pracy,
- nadzorowanie i popieranie rzemiosła oraz nadzór nad prywatnym przemysłem,
- sprawy administracji przemysłowej w dziedzinie drobnej wytwórczości.

## Zniesienie urzędu
Ministerstwo Przemysłu Drobnego i Rzemiosła zostało zlikwidowane na mocy ustawy z 2 lipca 1958 r., jego miejsce zajął urząd powołany do obsługi Komitetu Drobnej Wytwórczości, nowo utworzonego organu kolegialnego, który przejął kompetencje Ministra Przemysłu Drobnego i Rzemiosła.

## Ministrowie
- Adam Żebrowski (18 czerwca 1951 r. – 20 września 1954 r.)
- Mikołaj Olszewski (kierownik) (20 września 1954 r. – 13 lipca 1956 r.)
- Zygmunt Moskwa (13 lipca 1956 r. – 25 lutego 1958 r.)
- Mieczysław Hoffmann (kierownik) (25 lutego 1958 r. – 21 lipca 1958 r.)